# Властіміл Плавуха
Властіміл Плавуха (словац. Vlastimil Plavucha; народився 6 листопада 1968 у м. Банська Бистриця, ЧССР) — словацький хокеїст, правий нападник. 
Виступав за ХК «Кошице», ХКм «Зволен», «Лангнау», «Тржинець», ХК «Банська Бистриця».
У складі національної збірної Словаччини провів 119 матчів (44 голи); учасник зимових Олімпійських ігор 1994, учасник чемпіонатів світу 1994 (група C), 1995 (група B), 1997, 1999 і 2000. 
Срібний призер чемпіонату світу (2000). Чемпіон Словаччини (1995, 1996). Володар Континентального кубка (2005).